# Mimosybra salomonum
Mimosybra salomonum es una especie de escarabajo del género Mimosybra, familia Cerambycidae. Fue descrita científicamente por Breuning en 1939.
Se distribuye por Islas Salomón. Posee una longitud corporal de 9-12,5 milímetros.